# Soraya Tarzi
Soraya Tarzi (in lingua pashtu/dari ملکه ثريا; Damasco, 24 novembre 1899 – Roma, 20 aprile 1968) è stata la prima regina consorte del regno dell'Afghanistan come moglie del re Amānullāh Khān.
Svolse un ruolo importante nelle riforme di modernizzazione di Amanullah Khan, in particolare per quanto riguarda l'emancipazione delle donne.
Nata in Siria, fu istruita da suo padre, che era il leader e intellettuale afghano sardar Mahmud Beg Tarzi. Apparteneva alla tribù pashtun dei Mohammadzai, una sottotribù della dinastia Barakzai. Come regina dell'Afghanistan, non occupava una mera posizione, ma all'epoca divenne una delle donne più influenti al mondo. A causa delle riforme istituite dal re Amanullah Khan, le sette religiose del paese diventarono violente. Nel 1929 il re abdicò per evitare una guerra civile e andò in esilio.

## Biografia

### Primi anni di vita e contesto familiare
Suraiya Shahzada Tarzi nacque il 24 novembre 1899 a Damasco, in Siria, allora parte dell'Impero ottomano. Era la figlia della figura politica afghana sardar Mahmud Beg Tarzi e nipote del sardar Ghulam Muhammad Tarzi. Studiò in Siria, apprendendovi i valori occidentali e moderni, che avrebbero influenzato le sue azioni e credenze future. Sua madre era Asma Rasmya Khanum, seconda moglie di suo padre, e figlia dello sceicco Muhammad Saleh al-Fattal Effendi, di Aleppo, muezzin della moschea degli Omayyadi.
Quando il padre di Amanullah (Habibullah Khan) divenne re dell'Afghanistan nell'ottobre 1901, uno dei suoi contributi più importanti alla sua nazione fu il ritorno degli esuli afgani, in particolare quelli della famiglia Tarzi e di altri; importante perché la famiglia Tarzi avrebbe promosso la modernizzazione dell'Afghanistan. Al ritorno della sua famiglia in Afghanistan, Soraya Tarzi avrebbe incontrato e sposato il re Amanullah Khan.
Dopo che i Tarzi tornarono in Afghanistan, furono ricevuti a corte come desiderato dall'Amir Habibullah Khan. È lì che Soraya Tarzi incontrò il principe Amanullah, figlio dell'Amir Habibullah Khan, col quale emerse un'affinità. Il principe, che era un simpatizzante delle idee liberali di Mahmud Tarzi, sposò Soraya Tarzi il 30 agosto 1913 nel palazzo Qawm-i-Bagh a Kabul. Soraya Tarzi divenne l'unica moglie del futuro re Amānullāh Khān, che ruppe secoli di tradizione: Amanullah avrebbe dovuto sciogliere l'harem reale quando sarebbe succeduto al trono e liberare le schiave dell'harem. Fu quando si sposò con un membro della famiglia reale che divenne una delle figure più importanti della regione.

### Regina dell'Afghanistan
Quando il principe divenne Amir nel 1919 e successivamente re nel 1926, la regina ebbe un ruolo importante nell'evoluzione del paese. La regina Soraya è stata la prima consorte musulmana a comparire in pubblico insieme a suo marito, fatto inedito per l'epoca. Con lui partecipò a battute di caccia, passeggiate a cavallo e ad alcune riunioni di gabinetto.

#### Diritti delle donne

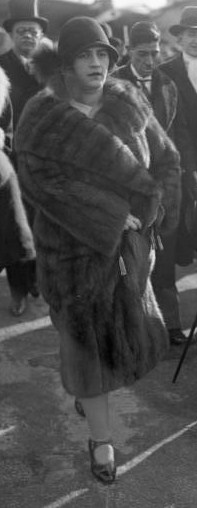
La regina Soraya a Berlino nel 1928

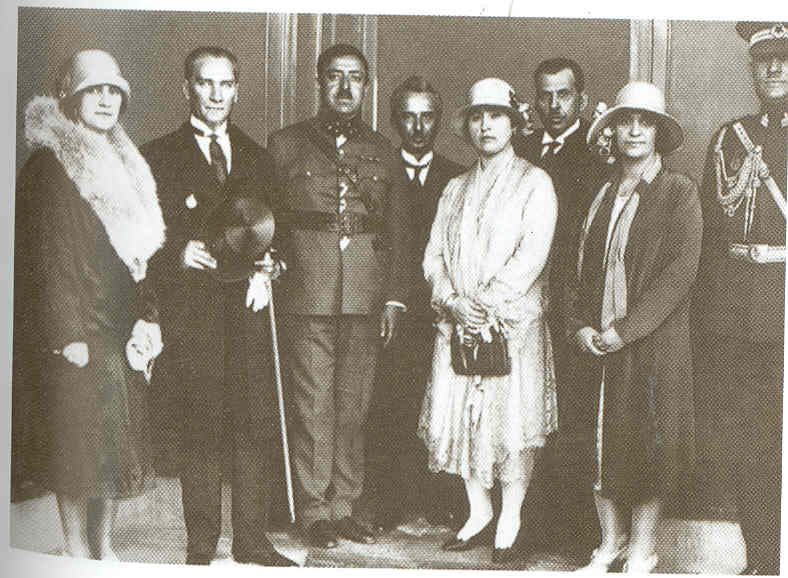
Soraya Tarzi e Amanullah con Kemal Ataturk

Amanullah elaborò la prima costituzione, ponendo le basi per la struttura formale del governo e stabilendo il ruolo del monarca all'interno del quadro costituzionale. Amanullah fu influenzato e incoraggiato da Mahmud Tarzi nei suoi sforzi. Tarzi è stato in particolare determinante nel progettare e attuare cambiamenti relativi alle donne attraverso il suo esempio personale di monogamia. Sua figlia, la regina Soraya Tarzi, sarebbe stato il volto di questo cambiamento. Un'altra figlia di Tarzi sposò il fratello di Amanullah. Pertanto, non sorprende che l'ideologia intellettuale sofisticata e liberale di Tarzi sia sbocciata e si sia concretamente radicata nel regno di Amanullah.
Amānullāh Khān fece pubblicamente una campagna contro il velo e la poligamia, incoraggiò l'istruzione femminile non solo a Kabul ma anche nelle campagne. L'emancipazione delle donne faceva parte della politica di riforma di Amanullah e le donne della famiglia reale, in particolare sua moglie e le sue sorelle, fungevano da modelli di questo cambiamento. Molte donne della famiglia di Amanullah partecipavano pubblicamente a organizzazioni e divennero in seguito funzionari del governo. Soraya fu determinante nell'imporre il cambiamento per le donne e le esortava pubblicamente a partecipare attivamente alla costruzione della nazione.
Nel 1921 fondò e contribuì alla prima rivista per donne, Ishadul Naswan ("Guida per le donne") curata da sua madre, così come la prima organizzazione femminile, Anjuman-i Himayat-i -Niswan, che promuoveva il benessere delle donne e aveva un ufficio al quale le donne potevano denunciare i maltrattamenti da parte dei loro mariti, fratelli e padri. Fondò un teatro a Paghman che, sebbene segregato per le donne, offriva comunque loro l'opportunità di trovare la propria scena sociale e rompere l'isolamento dell'harem.

Il re Amānullāh Khān disse: «Io sono il vostro re, ma il ministro dell'Istruzione è mia moglie, la vostra regina». La regina Soraya incoraggiò le donne a ricevere un'istruzione e nel 1921 aprì la prima scuola elementare femminile a Kabul, la Masturat (in seguito Ismat Malalai), e il primo ospedale femminile, il Masturat, nel 1924. Nel 1926, in occasione del settimo anniversario dell'indipendenza dagli inglesi, Soraya tenne un discorso pubblico:
Nel 1928 inviò quindici giovani donne in Turchia per accedere a un'istruzione superiore. Costoro erano tutte diplomate alla scuola media Masturat che aveva fondato, principalmente figlie della famiglia reale e di funzionari del governo.
La scrittrice svedese Rora Asim Khan, che visse in Afghanistan con il marito afghano tra il 1926 e il 1927, descrisse nelle sue memorie come fu invitata dalla regina a Paghman e Darullaman per descrivere lo stile di vita e la moda occidentale alla regina e alla madre del re; notò che la regina aveva molte domande, poiché presto avrebbe dovuto visitare l'Europa.
Tra il 1927 e il 1928, Soraya e suo marito visitarono l'Europa. In questo viaggio furono onorati e festeggiati, e salutati dalla folla. Nel 1928, il re e la regina ricevettero lauree honoris causa dall'Università di Oxford, essendo considerati entrambi promotori di valori occidentali illuminati e governando un importante stato cuscinetto tra l'impero indiano britannico e le ambizioni sovietiche. La regina parlò con un folto gruppo di studenti e leader.
Lo svelamento delle donne è stata una parte controversa della politica di riforma. Le donne della famiglia reale vestivano già secondo i costumi occidentali prima dell'adesione di Amanullah, ma lo facevano solo al chiuso del complesso del palazzo reale e si coprivano sempre con un velo quando lasciavano l'area reale. Durante il regno di suo marito, la regina Soraya indossava cappelli a tesa larga con un velo diafano attaccato ad essi. Il 29 agosto 1928 Amanullah tenne una loya jirga, una Grande Assemblea degli Anziani Tribali, per approvare i suoi programmi di sviluppo, e alla quale i 1100 delegati dovevano indossare abiti europei forniti loro dallo Stato. Amanullah sosteneva i diritti delle donne all'istruzione e all'uguaglianza. Amanullah affermò che «l'Islam non richiede alle donne di coprire il proprio corpo o indossare alcun tipo speciale di velo», e chiese a sua moglie di togliersi il velo. Al termine del discorso, la regina Soraya si strappò il velo (hijab) in pubblico e le mogli di altri funzionari presenti all'incontro seguirono il suo esempio. Successivamente, Soraya apparve in pubblico senza velo e le donne della famiglia reale e le mogli dei dipendenti del governo seguirono il suo esempio. A Kabul, questa politica fu applicata anche riservando alcune strade a uomini e donne vestiti con abiti occidentali moderni. I conservatori si opponevano allo svelamento delle donne, ma non lo dissero apertamente durante l'incontro, iniziando invece a mobilitare l'opinione pubblica dopo il loro ritorno dall'assemblea.
Questa era un'epoca in cui anche altre nazioni musulmane, come la Turchia, l'Iran e l'Egitto, erano sulla strada dell'occidentalizzazione. Quindi, in Afghanistan, l'élite era colpita da tali cambiamenti ed aveva emulato i loro modelli di sviluppo, ma il tempo potrebbe essere stato prematuro. Non solo i musulmani conservatori non erano d'accordo con i cambiamenti, ma alcuni sostenevano che l'opposizione fosse alimentata dagli agenti britannici che distribuivano tra le regioni tribali dell'Afghanistan pubblicazioni internazionali che mostravano Soraya senza velo, cenare con uomini stranieri e farsi baciare la mano dai leader di Francia, Germania, ecc. Gli inglesi non avevano un buon rapporto con la famiglia di Soraya nel complesso, perché il principale rappresentante dell'Afghanistan con cui avevano a che fare era suo padre, Mahmud Tarzi. I conservatori afghani e i leader regionali interpretavano le immagini e i dettagli del viaggio della famiglia reale come un flagrante tradimento della cultura, della religione e dell'onore delle donne afghane.

### Ultimi anni di vita

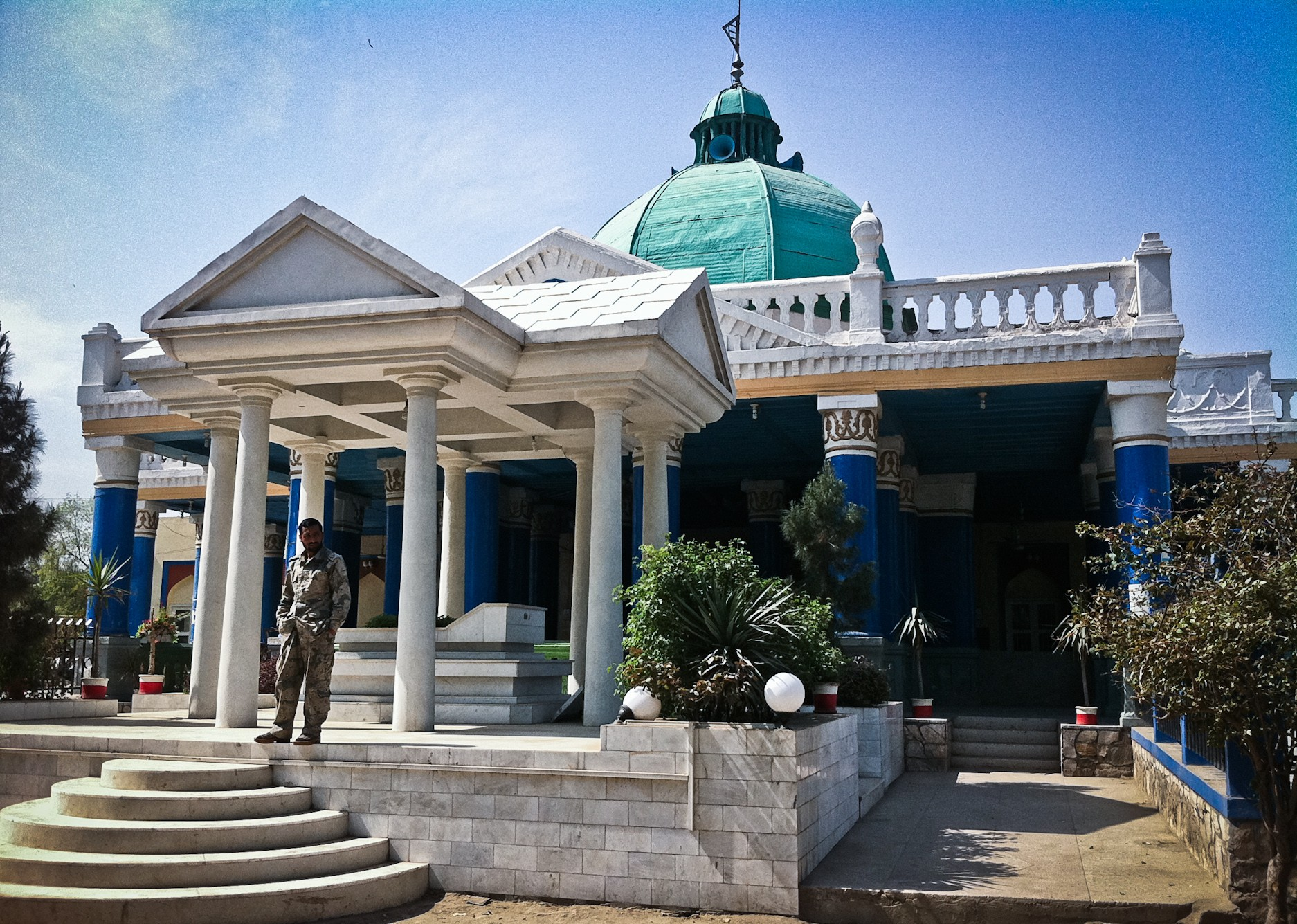
La regina Soraya e suo marito, il re Amanullah, sono sepolti in questo mausoleo a Jalalabad, in Afghanistan

Nel 1929 il re abdicò per evitare una guerra civile e andò in esilio. La regina Soraya visse in esilio a Roma, Italia, con la sua famiglia, essendo stata invitata dall'Italia. Morì il 20 aprile 1968 a Roma.
La salma fu scortata da una squadra militare italiana all'aeroporto di Roma, prima di essere trasferita in Afghanistan dove si tenne un solenne funerale di Stato. È sepolta a Bagh-e Amir Shaheed, il mausoleo di famiglia, in una grande piazza di marmo, coperta da un tetto a cupola sorretto da colonne azzurre nel cuore di Jalalabad, accanto al marito, morto otto anni prima.
La sua figlia più giovane, la principessa India, visitò l'Afghanistan negli anni 2000, avviando vari progetti di beneficenza. La principessa India è anche ambasciatrice culturale onoraria dell'Afghanistan in Europa.

## Discendenza
Ebbe da suo marito dieci figli, quattro maschi e sei femmine: 
- Ameenah Shah (14 maggio 1916 – 29 ottobre 1992). Nel 1954 sposò Mustafa Hasanovic Ar, figlio di Bosnaci, deputato dei Giovani Mussulmani Bosniaci.
- Abedah. Sposò in prime nozze Ali Wali, figlio di Muhammad Wali, da cui ebbe un figlio, Ikhlil. In seguito sposò Hamidullah Enayat Siraj, figlio di Sardar Enayatullah.
- Meliha (1920 – 2011). Laureata in medicina all'università di Istanbul, sposò A. Tahir Söker, un parente stretto di Celâl Bayar.
- Rahmatullah (7 giugno 1921 – 11 settembre 2009), principe ereditario fino al 1929, quando la sua famiglia andò in esilio. Sposò Adelia Graziani, figlia del fratello del generale italiano Rodolfo Graziani.
- Saifullah. Morì prima dell'età adulta, di colera.
- Hymayatullah. Morì prima dell'età adulta, di polmonite.
- Adeela (1925 – 2000). Sposò Armando Angelini, figlio di un ufficiale di cavalleria italiano, da cui ebbe quattro figlie: Elisabetta (nata il 31 maggio 1948), Cristina (nata il 3 ottobre 1949), Simin (nata il 8 ottobre 1954) e Cinzia (nata il 11 gennaio 1957).
- Ehsanullah (1926–2017). Sposò una patente di sua madre, Leyla Tarzi, figlia di Tavvab Tarzi. Ebbero due figli: Ahmed Aman Ullah (nato nel 1961, sposò Sylvie Théobald Rahmat) e Rahmad Ullah (nato nel 1965, sposò Carine d'Afghanistan-Berger).
- India (1929 – 2023). Nel 1951 sposò in prime nozze Kazem Malek, da cui ebbe due figlie: Soraya (nata nel 1954 a Roma) e Hamdam (nata nel 1956. Sposò Paolo Fusarini ed ebbe due figli, Matteo e Flavia). Dopo aver divorziato nel 1959, visse a Roma, dove nel 1966 sposò Abdul Rauf Haider, da cui ebbe un figlio, Eskender (nato nel 1967). Tornò a vivere in Afghanistan nel 1968.
- Nagia. Sposò İlter Doğan, da cui ebbe un figlio, Ömer, e una figlia, Hümeyra.

## Riconoscimenti

### Onorificenze
Onorificenza nazionale
Onorificenze straniere

### Altri riconoscimenti
- Donna dell'anno (1927) di Time[15]